# Beach Soccer Intercontinental Cup 2012
La Beach Soccer Intercontinental Cup 2012 è stata la seconda edizione del nuovo torneo, dopo il successo della prima Coppa Intercontinentale. Si è svolto in uno stadio temporaneo al Dubai Festival City di Dubai, negli Emirati Arabi Uniti, dal 30 ottobre al 3 novembre 2012. Otto squadre hanno partecipato al concorso. Lo stadio aveva una capacità di 2.500 spettatori.

## Squadre partecipanti
| Squadra             | Confederazione | Risultati                                         | Partecipazione |
| ------------------- | -------------- | ------------------------------------------------- | -------------- |
| Emirati Arabi Uniti | AFC            | Ospitante                                         | 2ª             |
| Russia              | UEFA           | Campione Campionato mondiale di beach soccer 2011 | 2ª             |
| Stati Uniti         | CONCACAF       | Terza CONCACAF Beach Soccer Championship 2011     | 1ª             |
| Brasile             | CONMEBOL       | Campione CONMEBOL Beach Soccer Championship 2011  | 2ª             |
| Giappone            | AFC            | Campione AFC Beach Soccer Championship 2011       | 1ª             |
| Nigeria             | CAF            | Seconda Africa Beach Soccer Cup of Nations        | 2ª             |
| Svizzera            | UEFA           | Campione Euro Beach Soccer League 2011            | 2ª             |
| Tahiti              | OFC            | Campione OFC Beach Soccer Championship 2011       | 2ª             |

## Fase a gironi
Il sorteggio per dividere le otto squadre in due gruppi di quattro è stato condotto il 9 ottobre 2012. Il programma successivo è stato stabilito l'11 ottobre 2012.

### Gruppo A
| Team                | G | V | V+ | P | GF | GS | +/- | P |
| ------------------- | - | - | -- | - | -- | -- | --- | - |
| Russia              | 3 | 3 | 0  | 0 | 16 | 5  | +11 | 9 |
| Emirati Arabi Uniti | 3 | 2 | 0  | 1 | 10 | 8  | +2  | 6 |
| Tahiti              | 3 | 1 | 0  | 2 | 8  | 10 | -2  | 3 |
| Stati Uniti         | 3 | 0 | 0  | 3 | 7  | 18 | -11 | 0 |

| Squadra 1           | Risultato  | Squadra 2           |
| ------------------- | ---------- | ------------------- |
| Russia              | 9-1 Report | Stati Uniti         |
| Emirati Arabi Uniti | 3-2 Report | Tahiti              |
| Russia              | 4-2 Report | Tahiti              |
| Emirati Arabi Uniti | 5-3 Report | Stati Uniti         |
| Tahiti              | 4-3 Report | Emirati Arabi Uniti |
| Russia              | 3-2 Report | Emirati Arabi Uniti |

### Gruppo B
| Team     | G | V | V+ | P | GF | GS | +/- | P |
| -------- | - | - | -- | - | -- | -- | --- | - |
| Brasile  | 3 | 3 | 0  | 0 | 16 | 11 | +5  | 9 |
| Nigeria  | 3 | 2 | 0  | 1 | 16 | 17 | -1  | 6 |
| Svizzera | 3 | 1 | 0  | 2 | 16 | 15 | +1  | 3 |
| Giappone | 3 | 0 | 0  | 3 | 14 | 19 | -5  | 0 |

| Squadra 1 | Risultato  | Squadra 2 |
| --------- | ---------- | --------- |
| Svizzera  | 7-4 Report | Giappone  |
| Brasile   | 6-3 Report | Nigeria   |
| Nigeria   | 7-6 Report | Svizzera  |
| Brasile   | 6-5 Report | Giappone  |
| Nigeria   | 6-5 Report | Giappone  |
| Brasile   | 4-3 Report | Svizzera  |

## Finali

### Semifinali
| Squadra 1 | Risultato  | Squadra 2           |
| --------- | ---------- | ------------------- |
| Russia    | 9-4 Report | Nigeria             |
| Brasile   | 5-3 Report | Emirati Arabi Uniti |

### Finale 3º-4º posto
| Squadra 1           | Risultato      | Squadra 2 |
| ------------------- | -------------- | --------- |
| Emirati Arabi Uniti | 8-7 dts Report | Nigeria   |

### Finale
| Squadra 1 | Risultato  | Squadra 2 |
| --------- | ---------- | --------- |
| Russia    | 7-4 Report | Brasile   |

## Classifica Finale
| Pos | Team                |
| --- | ------------------- |
| 1   | Russia              |
| 2   | Brasile             |
| 3   | Emirati Arabi Uniti |
| 4   | Nigeria             |
| 5   | Svizzera            |
| 6   | Tahiti              |
| 7   | Giappone            |
| 8   | Stati Uniti         |